# Форнош
Форнош (раніше — Ліскове, угор. Fornos) — село у Мукачівській міській громаді Мукачівського району Закарпатської області України.
Населення за переписом 2001 року складало 1455 осіб. Поштовий індекс — 89672. Телефонний код — 3131. Займає площу 2,065 км². Код КОАТУУ — 2122785301.

## Історія
У кінці ХІХ століття Т.Легоцький засвідчив курганну групу і сліди неолітичного поселення. В 1886 році на підвищенні, що панує над Чорним мочарем, знайдено золоту римську монету Максиміна Фракійця. В урочищі Кандердомб — давньослов'янське поселення, яке в 1954 році досліджувалося Ф. М. Потушняком.
Знаходиться на відстані 7 км від Мукачева в південно-східному напрямку. Сусідське село Дерцен знаходиться на відстані 5 км звідси. Протягом багатьох років заїхати в Форнош можливо було лише через Дерцен.
Село Форнош, вперше згадують в літописах ще з 1335 року. В той час володарями села була сім'я Форнош.       
Сучасне село виникло пізніше, тому що «старе село» «Ófornos», потонуло в мочарі Сернє (болото Сернє). Таким чином селяни перебрались жити в більш високі місця. Мешканці Форноша серед перших прийняли реформатську віру. Приблизно 1560 року заснував реформатську громаду Калманчехі Шанта Мартон. До 1645 року існувала як філіал Дерценської церкви. З 1703—1714 роках велика епідемія чуми знищила жителів села і в цей час громада знову відносилась до Дерценської реформатської церкви.
Жужанна Лорантфі була власником новозбудованого села в 17 столітті.
1746 року пожежа знищила майже все село і стару дерев'яну церкву теж. Після цього збудували нову церкву, теж із дерева. Кам'яна церква і дах з ліпленної соломи збудована і посвячена у 1895 році. В велику п'ятницю 1903 року знову спихнула пожежа в якої згоріло все село і церква теж. Залишились лише кам'яні стіни. Вогонь знищив дах, дзвони і органа. 1904 року відновили церкву і дах зробили із бляхи. В церкві 450 посадових місць, великий ремонт робився в 1930 і 1977 роках. Навесні 2004 року почали зовнішній ремонт церкви. 2006 року посвятили оновлену церкву. Форношська реформатська громада нараховує 1350 осіб.
На території села два кладовища. В старому вже нових поховань нема. На новому кладовищі 1991 року мешканцями села встановлено пам'ятника жертвам ІІ світової війни та жертвам сталінського терору 1944 року.
З 1995 року Форноші створена самостійна сільська рада. До того часу входила до складу Дерценської сільської ради. За даними 2001-го перепису населення в селі 1455 жителів, з них 1412 угорської національності. На території села знаходяться: пошта, школа, фельдшерсько-акушерський пункт, клуб, бібліотека, кафе, 5 продовольчих магазинів, 1 промисловий та 1 сільськогосподарський магазин. В школі навчається 171 учнів, в дитячому садку 25 вихованців.

## Туристичні місця
- На околицях Форноша знаходиться величезне водосховище 200 гектарів, де займаються рибальством. Це любиме місце жителів села.
- В урочищі Кандердомб — давньослов'янське поселення
- храм 1895 

## Населення
Згідно з переписом УРСР 1989 року чисельність наявного населення села становила 1422 особи, з яких 687 чоловіків та 735 жінок.
За переписом населення України 2001 року в селі мешкала 1451 особа.

### Мова
Розподіл населення за рідною мовою за даними перепису 2001 року:
| Мова       | Відсоток |
| ---------- | -------- |
| угорська   | 97,04 %  |
| українська | 2,68 %   |
| російська  | 0,21 %   |